# Кауров, Николай Александрович
Николай Александрович Кауров (4 февраля 1930, Бийск, Бийский округ, Сибирский край, РСФСР, СССР (ныне — Алтайский край, Россия) — 18 сентября 2006, Тюмень, Тюменская область, Россия)— бригадир малой комплексной бригады Кондинского лесопромышленного комбината Министерства лесной, целлюлозно-бумажной и деревообрабатывающей промышленности СССР, Ханты-Мансийский национальный округ. Герой Социалистического Труда (1966).

## Биография
Родился 4 февраля 1930 года в городе Бийск Бийского округа Сибирского края (ныне — в составе Алтайского края). Из рабочей семьи. Русский.
Окончил семилетнюю школу в 1944 году. В Великую Отечественную войну из-за тяжелого материального положения семьи работал в Кондинском леспромхозе: разнорабочий, после окончания курсов трактористов при Кондинской машинно-тракторной станции (МТС).
С 1956 года после окончания курсов механиков — механиком, старшим механиком.
С 1948 года тракторист Кондинского леспромхоза. С 1956 г. после окончания курсов механиков — бригадир-механик, старший механик.
с 1961 года — тракторист по трелёвке леса, затем — бригадир лесосечной бригады. Бригада под его руководством показала лучшую выработку по всем лесопромышленным предприятиям Советского Союза.
За выдающиеся успехи, достигнутые в выполнении заданий семилетнего плана по развитию лесной, целлюлозно-бумажной и деревообрабатывающей промышленности, Указом Президиума Верховного Совета СССР от 17 сентября 1966 года Коурову Николаю Александровичу присвоено звание Героя Социалистического Труда с вручением ордена Ленина и золотой медали «Серп и Молот».
С 1969 года жил в Советском районе ХМАО, начальник Акрышского лесопункта Комсомольского леспромхоза.
С 1971 года бригадир укрупнённой бригады, которая перешла на новую технологию, исключающую ручной труд на лесосеках.
С 1977 года старший мастер лесозаготовок, с 1981 начальник лесопункта, с 1983 — старший технолог лесозаготовок ПО «Советсклес».
Избирался делегатом XXIII съезда КПСС. Неоднократный участник Выставки достижений народного хозяйства.
На пенсии жил в городе Тюмень.
Скончался 18 сентября 2006 года. Похоронен в Тюмени.

## Награды
- Золотая медаль «Серп и Молот» (17.09.1966);
- орден Ленина (17.09.1966)
- орден Октябрьской Революции (15.02.1974)
- Медаль «В ознаменование 100-летия со дня рождения Владимира Ильича Ленина»
- Медаль «Ветеран труда» (1985)
- медалями Выставки достижений народного хозяйства:

в 1964 году награждён серебряной медалью «За успехи в народном хозяйстве СССР», в 1969 году золотой медалью «За успехи в народном хозяйстве СССР»
- и другими
- Отмечен грамотами и дипломами.